# Hotel „Pacific”
Hotel „Pacific” (în cehă Dvojí svět hotel Pacifik, în traducere „Lumea dublă a Hotelului Pacific”, în poloneză Zaklęte rewiry, în traducere „Teritorii fermecate”) este un film dramatic polono-cehoslovac din 1975, regizat de Janusz Majewski, după un scenariu inspirat din romanul autobiografic Zaklęte rewiry (1936) al scriitorului polonez Tadeusz Kurtyka alias Henryk Worcell⁠(d). Personajul principal al filmului este Roman Boryczko (Marek Kondrat⁠(d)), un adolescent angajat să lucreze în restaurantul Hotelului „Pacyfik”, unde avansează pe scara carierei hoteliere cu prețul umilinței constante.

## Rezumat
Acțiunea filmului are loc la începutul anilor 1930. Adolescentul Roman („Romek”) Boryczko, provenit de la țară, ale cărui bunuri sunt înghesuite într-o singură valiză, rătăcește pe o alee plină de gunoi până când observă un bărbat de vârstă mijlocie, bine îmbrăcat și cu mustață, care dă afară un alt tânăr cu aspect sumbru pe ușa din spate a unui mare hotel. În timp ce bărbatul cu mustață revine în pragul ușii, Roman se apropie și abordează un alt bărbat de vârstă mijlocie, chiar mai bine îmbrăcat, căruia îi cere un loc de muncă. Acest bărbat se dovedește a fi Albin, nepotul proprietarului hotelului „Pacyfik”, Pancer, care îl angajează pe loc pe Roman.
Roman devine astfel spălător de vase în restaurantul Hotelului „Pacyfik” și este repartizat să locuiască într-o cameră murdară cu bufetierul Fryc, un alt băiat de la țară, care îi informează rapid cu privire la ierarhia și sarcinile personalului de la bucătăria hotelului. Roman descoperă curând comportamentul violent al personalului mai vechi față de noii veniți. Aflând despre posibilitatea unei promovări iminente, Fryc hotărăște să-l pregătească pe Roman pentru a-l înlocui la bufet, iar proprietarul hotelului, Pancer, este de acord. Albin primește cincizeci de zloți pentru noua uniformă a lui Roman, dar îi dă acestuia doar treizeci. Inteligent și amabil, Roman excelează la bufet și câștigă rapid simpatia personalului. Ambii tineri se pregătesc pentru examenul de chelner. Romek este îndrăgostit de una dintre fetele care lucrează în restaurant, Zośka, dar bătrânul Pancer o concediază pentru o abatere. Zile grele se abat curând asupra lui Romek: chelnerul răutăcios Fornalski (bărbatul cu mustață întâlnit la început) îl persecută, iar managerul Albin îl umilește permanent. Într-o zi, i se oferă șansa de a fi promovat picolo (băiat care servește în restaurant ca ajutor al chelnerului), în detrimentul lui Fryc, căruia Romek îi datora promovarea lui la bufet. Romek, tentat de ofertă, acceptă oferta cu amărăciune.
În calitate de picolo, Romek este subordonatul lui Fornalski, care-i face adesea neplăceri. Cu timpul, răbdarea lui se epuizează: băiatul încearcă să se răzbune pe superiorul său și, folosind metoda indicată de unul dintre colegii săi, Henek, bate la casa de marcat o chitanță „oarbă” de 50 de zloți, iar Fornalski trebuie să acopere pierderea. Chelnerul îl acuză pe Henek, dar Romek își recunoaște fapta la timp și ambii băieți sunt pedepsiți. Într-o zi, Romek are ocazia să-și dovedească priceperea, servindu-l excelent pe baronul homosexual Humaniewski. În aceeași zi însă, chelnerul Sinajski, alunecând pe o felie de lămâie scăpată de Fornalski, își rupe coloana vertebrală și moare. Romek află că Fornalski i-a interzis lui Fryc să ridice lămâia și, după ce își face curaj, îi atrage atenția cu privire la neglijența sa. Chelnerul îl bate atât de tare încât se sperie apoi de consecințele brutalității sale și îi oferă despăgubiri lui Romek, temându-se să nu depună plângere la Sindicatul Chelnerilor. Romek nu acceptă banii și îl convinge în schimb pe Fornalski să înceteze persecuția împotriva sa.
În timpul balului de Anul Nou de la restaurant, Romek varsă accidental vin pe costumul unui oaspete de rang înalt. Tot în aceeași noapte, el uită să îndeplinească o comandă pentru Pancer, care dispune concedierea lui. Cu toate acestea, prin intervenția lui Albin, directorul îi oferă o ultimă șansă lui Romek, păstrându-l o lună de probă. Romek începe în acest timp o aventură cu bufetiera Hela de la salonul de ceai, iar ulterior trece fără probleme examenul de chelner. Fryc, care picase examenul pentru a treia oară la rând, încearcă să se sinucidă în toaleta hotelului. Colegii îl salvează, dar bătrânul Pancer îl concediază, pentru că nu tolerează scandalurile.
Roman devine chelner și se ocupă acum el însuși cu organizarea activității picolilor. Într-o zi, deranjat de nerăbdarea baronului Humaniewski, îl cheamă pe picoloul stângaci Rudek, care trebuia să servească oaspetele cu cafea, și îl plesnește, așa cum făcuse mai demult Fornalski. Relația de dragoste a lui Roman se întrerupe prematur atunci când Hela este concediată de Pancer, care interzisese angajaților săi să se iubească. Hela se întoarce acasă, iar Romek, care o însoțește, îl întâlnește la gară pe Fryc, care a devenit vagabond, doarme în sala de așteptare și își îneacă suferința în alcool. Cei doi bărbați beau împreună și apoi se despart în relații proaste. O nouă perspectivă de promovare apare: Fornalski urmează să-l înlocuiască pe Albin ca director al restaurantului, așa că postul lui devine liber. Cu toate acestea, Roman ratează această ocazie după ce insultă un client beat care încercase să-i introducă cu forța o bomboană în gură. Pancer îl cheamă la el pe Roman, făcându-l pe Fornalski să creadă că îl va concedia de data asta. Cu toate acestea, proprietarul are o problemă mai serioasă: a aflat că unul dintre angajații săi folosea un dispozitiv care îi permitea să încaseze bani în afara casei de marcat și cere ajutorul lui Roman pentru a depista cine este delapidatorul. Roman bănuiește că vinovatul este Fornalski, dar nu îi dezvăluie aceste suspiciuni lui Pancer. Situația se schimbă atunci când Roman află de la Henek că Fornalski a fost cel care l-a informat pe proprietar despre relația sa de dragoste cu Hela. Roman intră în biroul lui Pancer și-l anunță că demisionează, iar, la ieșire, îl întâlnește pe Fornalski, care se temea că va fi denunțat. Boryczko, însă, îl asigură că nu i-a spus nimic lui Pancer și se îndreaptă către gară.

## Distribuție
Sursa: Filmpolski.pl
- Marek Kondrat⁠(d) — Roman Boryczko
- Roman Wilhelmi⁠(d) — Robert Fornalski
- Roman Skamene⁠(d) — bufetierul Fryc
- Čestmír Řanda⁠(d) — Pancer, directorul hotelului
- Michał Pawlicki⁠(d) — Albin, managerul restaurantului, nepotul lui Pancer
- Martin Hron — picoloul Henek
- Stanisława Celińska⁠(d) — bufetiera Hela
- Joanna Kasperska⁠(d) — ajutoarea de bucătar Zośka (pomoc kuchenna) Paulina
- Jaroslava Schallerová — ajutoarea de bucătar Zośka
- Włodzimierz Boruński⁠(d) — redactorul Nowakowski
- Czesław Wołłejko — baronul Humaniewski
- Tadeusz Drozda⁠(d) — chelnerul Staszek
- Zdzisław Maklakiewicz — chelnerul Grela
- Václav Lohniský⁠(d) — chelnerul Synajski
- Bronislav Poloczek⁠(d) — chelner
- Stanisław Zaczyk — ofițerul de cavalerie (rotmistrz) alcoolic Zarębski
- Ewa Ciepiela⁠(d) — prostituata (nemenționată)
- Juliusz Lubicz-Lisowski⁠(d) — client al restaurantului (nemenționat)
- Karel Augusta — chelnerul Palmiak (nemenționat)
- Oldřich Velen — bucătarul Balcer (nemenționat)
- Míla Myslíková⁠(d) — bucătăreasa (nemenționată)

### Dublaj de voce în versiunea poloneză
- Mariusz Dmochowski — directorul Pancer
- Marian Opania⁠(d) — bufetierul Fryc
- Andrzej Seweryn — picoloul Henek
- Jolanta Zykun⁠(d) — ajutoarea de bucătar Zośka
- Piotr Zaborowski⁠(d)
- Eugeniusz Robaczewski⁠(d)
- Zdzisław Salaburski
- Andrzej Szenajch⁠(d) — chelnerul Synajski
- Lech Pietrasz
- Andrzej Gawroński⁠(d)
- Wiesław Drzewicz⁠(d)
- Ewa Borkowska⁠(d)
- Czesław Mroczek⁠(d)
- Edward Rauch⁠(d) — garderobierul (nemenționat)

## Producție

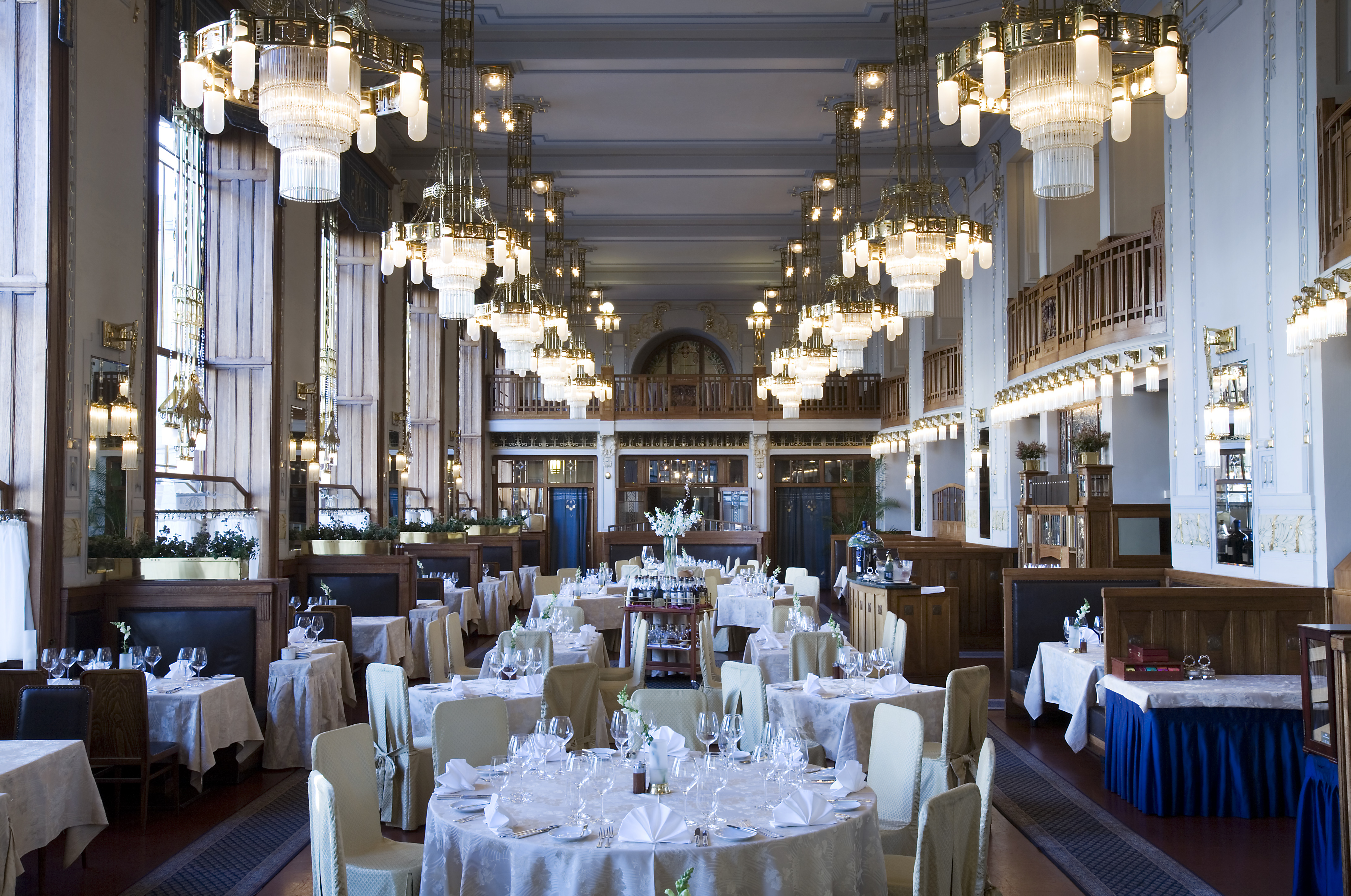
Restaurantul în care s-a turnat filmul

Hotel „Pacific” a fost creat ca o coproducție polono-cehoslovacă de către companiile cinematografice Zespół Filmowy „Tor”⁠(d) (Varșovia) și Dramaturgická skupina Vladimíra Kaliny (Studioul Barrandov, Praga). Scopul regizorului Janusz Majewski a fost reconstituirea atmosferei anilor 1930 asfel încât o mare parte a scenelor au fost filmate în restaurantul Casei Municipale din Praga (Miejski Dom Reprezentacyjny w Pradze), deoarece Grand Hotel din Cracovia⁠(d) (prototipul restaurantului) nu îndeplinea exigențele necesare pentru a putea fi folosit ca element scenografic în perioada regimului comunist. Alte secvențe au fost filmate la Hotel Grand din Łodz⁠(d) (aflat pe Strada Piotrkowska). Spațiul interior al restaurantului a fost proiectat într-un stil fastuos de Tadeusz Wybult⁠(d) și Milan Nejedly. Secvențele acestei coproducții cinematografice au fost filmate de operatorul ceh Miroslav Ondříček⁠(d) și montate de editoarea poloneză Elżbieta Kurkowska⁠(d). Muzica filmului a fost compusă de Jerzy Matuszkiewicz⁠(d).
Câțiva ani mai târziu, Majewski a mărturisit: „Îmi place acest film pentru că are diverse nuanțe. Există în el mult umor și, în același timp, problema alegerii unui drum și o poveste despre respingerea unei realități, în care domnesc corupția și ipocrizia”.

## Recepție
Hotel „Pacific” a fost prezentat în premieră la 27 noiembrie 1975 în Polonia și la 1 ianaurie 1976 în Cehoslovacia.
Jerry Oster a scris în revista Film Comment că Hotel „Pacific” este un film „excelent realizat și bine interpretat, dar ca toate filmele care prezintă un microcosmos simbolic, are nevoie de puțină aerisire”. David Shipman a opinat că „nu cunoaște un film mai bun despre mediul hotelier decât acesta.” Jan Lewandowski⁠(d) a susținut că „în ciuda intrigii episodice, filmul convinge prin compactitatea sa, care se datorează, de asemenea, scenaristului ceh Pavel Hajny”. Potrivit Joannei Wojnicka⁠(d), Hotel „Pacific” este „poate cel mai bun film al său [al lui Majewski]”, combinând „sensibilitatea lecturii și arta regizorală”.
Krzysztof Tomasik a remarcat că personajul secundar Humaniewski a fost primul homosexual din cinematografia poloneză care nu a avut doar un rol episodic. „Datorită lui Wołlejko, personajul baronului [Humaniewski] a dobândit o dimensiune aproape tragică în încercarea sa de a câștiga favoarea lui Roman Boryczko”.

## Premii
| An   | Festival                                                   | Premiu                              | Laureat                 |
| ---- | ---------------------------------------------------------- | ----------------------------------- | ----------------------- |
| 1975 | Festivalul Filmului Polonez de la Gdańsk (ediția a II-a⁠(d) | Premiul pentru cel mai bun sunet    | Stanisław Piotrowski⁠(d) |
| 1975 | Festivalul Filmului Polonez de la Gdańsk (ediția a II-a⁠(d) | Premiul pentru cel mai bun actor    | Roman Wilhelmi⁠(d)       |
| 1976 | Lubuskie Lato Filmowe⁠(d) din Łagów⁠(d)                      | Sirena Varșoviei                    | Janusz Majewski         |
| 1976 | Złota Kamera                                               | Debutul actoricesc al anului 1975   | Marek Kondrat⁠(d)        |
| 1977 | Festivalul Internațional de Film din Panama                | Premiul pentru cel mai bun regizor  | Janusz Majewski         |
| 1977 | Festivalul Internațional de Film din Panama                | Premiul pentru cel mai bun scenariu | Pavel Hajný             |
| 1977 | Festivalul Internațional de Film din Panama                | Premiul pentru cel mai bun actor    | Marek Kondrat⁠(d)        |

Hotel „Pacific” a fost prezentat în selecția oficială a Festivalului Internațional de Film de la Berlin din 1976⁠(d).